# Azərbaycan Kuboku 2006-2007
La Azərbaycan Kuboku 2006-2007 è stata la 15ª edizione della coppa nazionale azera, disputata tra il 6 settembre 2006 (con gli incontri del primo turno preliminare) e il 28 maggio 2007 e conclusa con la vittoria del FK Khazar Lenkoran, al suo primo titolo.

## Ottavi di finale
Gli incontri di andata si disputarono il 20 e 21 novembre 2007 mentre quelli di ritorno il 2 e 3 dicembre 2007.
| Squadra 1          | Totale | Squadra 2                  | Andata | Ritorno |
| ------------------ | ------ | -------------------------- | ------ | ------- |
| MKT Araz 2         | 3 - 10 | FK Gänclärbirliyi Sumqayit | 1 - 2  | 2 - 8   |
| FC Sahdag Qusar    | 1 - 6  | FC Inter Baku              | 1 - 2  | 0 - 4   |
| FK Khazar Lenkoran | 7 - 0  | Bakılı                     | 4 - 0  | 3 - 0   |
| Gilan Gabala       | 0 - 3  | FK Baku                    | 0 - 2  | 0 - 1   |
| Masallı            | 0 - 2  | FK MKT Araz Imisli         | 0 - 1  | 0 - 1   |
| FK Simurq Zaqatala | 1 - 2  | FK Karvan                  | 1 - 1  | 0 - 1   |
| FK Karabakh        | 2 - 2  | PFC Neftchi Baku           | 1 - 2  | 1 - 0   |
| PFC Turan Tovuz    | 2 - 1  | FK Olimpik Baku            | 2 - 0  | 0 - 1   |

## Quarti di finale
Gli incontri di andata si disputarono il 26 e 27 febbraio mentre quelli di ritorno il 4 marzo 2007.
| Squadra 1                  | Totale | Squadra 2          | Andata | Ritorno |
| -------------------------- | ------ | ------------------ | ------ | ------- |
| FK Gänclärbirliyi Sumqayit | 2 - 5  | FC Inter Baku      | 0 - 2  | 2 - 3   |
| FK Baku                    | 1 - 2  | FK Khazar Lenkoran | 0 - 2  | 1 - 0   |
| FK MKT Araz Imisli         | 3 - 2  | FK Karvan          | 2 - 2  | 1 - 0   |
| PFC Neftchi Baku           | 8 - 2  | PFC Turan Tovuz    | 7 - 2  | 1 - 0   |

## Semifinali
Gli incontri di andata si disputarono il 12 e 13 mentre quelli di ritorno il 22 e 23 aprile .
| Squadra 1          | Totale | Squadra 2          | Andata | Ritorno |
| ------------------ | ------ | ------------------ | ------ | ------- |
| FC Inter Baku      | 0 - 2  | FK Khazar Lenkoran | 0 - 1  | 0 - 1   |
| FK MKT Araz Imisli | 1 - 1  | PFC Neftchi Baku   | 0 - 0  | 1 - 1   |

## Finale
La finale venne disputata il 28 maggio 2007 a Baku.
| Baku 28 maggio 2007                                 | FK Khazar Lenkoran | 1 – 0 | FK MKT Araz Imisli | Bähramov Stadionu |
| \| \| \| \| \| Räşad Kärimov 90’ \| Marcatori \| \| |                    |       |                    |                   |
|                                                     |                    |       |                    |                   |
| Räşad Kärimov 90’                                   | Marcatori          |       |                    |                   |